# حياة (مسرحية)
الحياة هي مسرحية كوميدية من تأليف الكاتب المسرحي الأيرلندي هيو ليونارد. الشخصية الأساسية هي ديزموند درام، وهو موظف مدني ذكي للغاية لكنه ساخر للغاية والذي يجب أن يحاول فهم حياته بعد أن يعلم أن لديه مرض عظال.
الحبكة الفرعية الرئيسية تتضمن شعور درام تجاه ماري (التي كانت تعرف ذات يوم باسم ميبس)، وهي المرأة الوحيدة التي أحبها حقاً. ابتعد درام عن ماري قبل سنوات، وتزوجت من شخص كسول، خشن، عديم الكلام، يمثل كل ما يكرهه درام في الثقافة الأيرلندية من الطبقة الدنيا. كان درام شخصية ثانوية في مسرحية ليونارد السابقة الحائز على جائزة توني دا.

## الإنتاج
عرضت المسرحية لأول مرة في مسرح الدير، بطولة دبلن سيريل كوساك في 1979.
وافتتحت المسرحية على برودواي في مسرح موروسكو في 2 تشرين الثاني/نوفمبر 1980 واختتمت في 3 كانون الثاني/يناير 1981 بعد 64 عرض و 8 عروض تمهيدية. تم ترشيح المسرحية لأربع جوائز توني، بما في ذلك أفضل مسرحية، وممثل في المسرحية (دوتريس)، ومخرج المسرحية (بيتر كو)، وممثل متميز في المسرحية (آدم ريدفيلد). كتب مراقب العلوم المسيحي «الحياة» بليغة وذكية ومؤثرة - حدث مسرحي غني ومتواصل... هيو ليونارد يلقي إنارة جديدة على بعض مواضيعه المفضلة في هذه المسرحية الشخصية الجديدة الغنية في مسرح موروسكو... ويتبوأ درام مركز الصدارة في عمل تميز بمزج السيد ليونارد الماهر في الكوميديا الجسدية والشفقك عميقة 
عرض مسرح المرجع الأيرلندي مسرحية Off-Broadway في حزيران/يونيو 2001، بطولة فريتز ويفر بدور درام وبولين فلاناغان بدور ماري.
في المسرح الإقليمي، قدم مسرح نورثلايت، شيكاغو، إلينوي، المسرحية في مارس إلى أبريل 2010، بطولة جون ماهوني.
تلقت A Life أول إحياء لها في لندن منذ أكثر من 30 عامًا في مسرح Finborough في أكتوبر 2012. من إخراج Eleanor Rhode وإنتاج Snapdragon Productions ، شمل طاقم العمل هيو روس في دور درام وكيت بينشي في دور ماري.

### استشهاد عام
1. A Life finboroughtheatre.co.uk, accessed September 12, 2015
2. "'A Life' Broadway" playbillvault.com, accessed September 12, 2015
3. Beaufort, John. "Broadway's eloquent new play by the author of 'Da'" csmonitor.com, November 7, 1980
4. Ehren, Christine. "Irish Rep Looks at Leonard's Life With Weaver, Flanagan, June 28-Aug. 12" Playbill, June 28, 2001
5. "Northlight Theatre presents Hugh Leonard's 'A Life'" theatreinchicago.com, accessed September 12, 2015

Stub icon